# Největší přehradní nádrže v Evropě podle rozlohy
Přehled přehradních nádrží v Evropě větších než 200 km², seřazen podle rozlohy vodní plochy vytvořené za přehradní hrází.
| Přehrada                      | Stát                   | Rozloha km² | Řeka          |
| ----------------------------- | ---------------------- | ----------- | ------------- |
| Hornosvirská přehrada         | Rusko                  | 9930        | Svir          |
| Samarská přehrada             | Rusko                  | 6450        | Volha         |
| Dolnokamská přehrada          | Rusko                  | 5400        | Kama          |
| Rybinská přehrada             | Rusko                  | 4580        | Volha         |
| Volgogradská přehrada         | Rusko                  | 3165        | Volha         |
| Cimljanská přehrada           | Rusko                  | 2702        | Don           |
| Čeboksarská přehrada          | Rusko                  | 2270        | Volha         |
| Kremenčucká přehrada          | Ukrajina               | 2252        | Dněpr         |
| Kachovská přehrada            | Ukrajina               | 2150        | Dněpr         |
| Saratovská přehrada           | Rusko                  | 1950        | Volha         |
| Kamská přehrada               | Rusko                  | 1915        | Kama          |
| Kumská přehrada               | Rusko                  | 1910        | Kuma          |
| Čerepovecká přehrada          | Rusko                  | 1670        | Šeksna        |
| Gorkovská přehrada            | Rusko                  | 1590        | Volha         |
| Vygozerská přehrada           | Rusko                  | 1250        | Vyg           |
| Votkinská přehrada            | Rusko                  | 1120        | Kama          |
| Volchovská přehrada           | Rusko                  | 1120        | Volchov       |
| Kyjevská přehrada             | Ukrajina, Bělorusko    | 925         | Dněpr         |
| Imandranská přehrada          | Rusko                  | 876         | Niva          |
| Proletarská přehrada          | Rusko                  | 798         | Západní Manyč |
| Hornotulomská přehrada        | Rusko                  | 745         | Tuloma        |
| Kaněvská přehrada             | Ukrajina               | 675         | Dněpr         |
| Kamjanská přehrada            | Ukrajina               | 567         | Dněpr         |
| Serebrjanská přehrada         | Rusko                  | 556         | Voroňja       |
| Dněperská přehrada            | Ukrajina               | 420         | Dněpr         |
| Volžská přehrada              | Rusko                  | 327         | Volha         |
| Lokka (Lokan tekojärvi)       | Finsko                 | 315,4       | Kemijoki      |
| Jovská přehrada               | Rusko                  | 294         | Jova          |
| Iriklinská přehrada           | Rusko                  | 260         | Ural          |
| Železná vrata                 | Srbsko, Rumunsko       | 253         | Dunaj         |
| Alqueva (Barragem do Alqueva) | Portugalsko, Španělsko | 250         | Guadiana      |
| Ugličská přehrada             | Rusko                  | 249         | Volha         |
| Veselovská přehrada           | Rusko                  | 238         | Západní Manyč |
| Pirengská přehrada            | Rusko                  | 227         | Pirenga       |